# Zhenxu
Zhenxu (kinesiska: 镇圩, 镇圩瑶族乡, 镇圩乡) är en socken i Kina. Den ligger i den autonoma regionen Guangxi, i den södra delen av landet, omkring 91 kilometer norr om regionhuvudstaden Nanning. Antalet invånare är 18763. Befolkningen består av 9 369 kvinnor och 9 394 män. Barn under 15 år utgör 22,0 %, vuxna 15-64 år 65 %, och äldre över 65 år 11,0 %.
Genomsnittlig årsnederbörd är 1 772 millimeter. Den regnigaste månaden är juni, med i genomsnitt 297 mm nederbörd, och den torraste är februari, med 35 mm nederbörd.